# بحر سيتو الداخلي

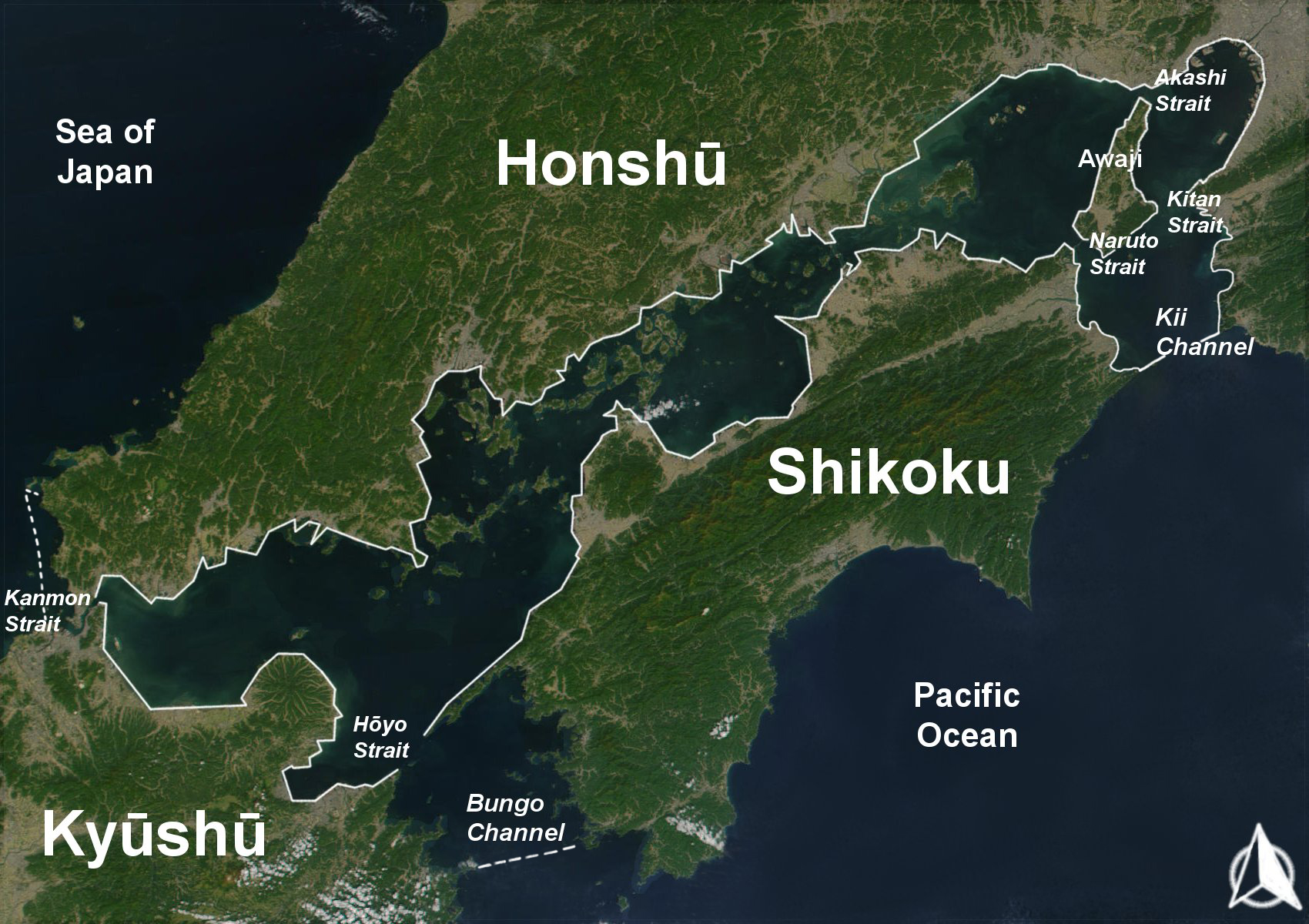
بحر سيتو الداخلي والمضائق الرئيسية عليه.

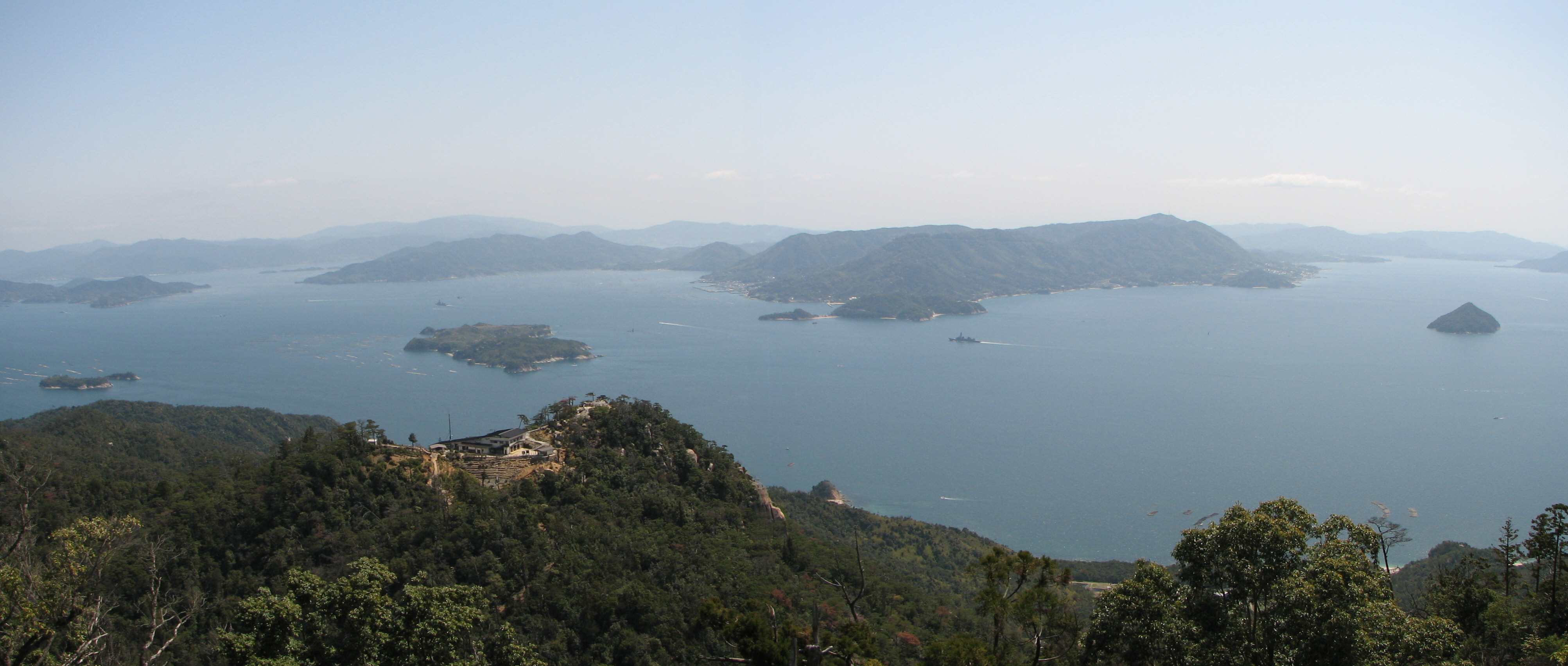
منظر لبحر سيتو الداخلي من جزيرة مياجيما.

بحر سيتو الداخلي (باليابانية: 瀬戸内海 سيتو نايكاي) كما يعرف فقط باسم البحر الداخلي هو المسطح المائي الذي يفصل هونشو وشيكوكو وكيوشو، الجزر الثلاثة الرئيسية في اليابان. وهو بمثابة معبر مائي دولي، يربط بين المحيط الهادي وبحر اليابان. يتصل بخليج أوساكا ويوفر وصلة للنقل البحري إلى المراكز الصناعية في منطقة كانساي، بما في ذلك أوساكا وكوبه. وقبل بناء خط سانيو الرئيسي للسكة الحديدية، كان هو وسيلة النقل الرئيسية التي تربط كانساي و كيوشو.
تطل محافظات ياماغوتشي، هيروشيما أوكاياما، هيوغو، أوساكا، كاغاوا، إهيمه ، فوكوكا وأويتا على البحر الداخلي؛ كما أن مدينتي هيروشيما وإيواكوني وتاكاماتسو وماتسوياما تقع أيضا عليه.
تعرف منطقة البحر الداخلي بمناخ معتدل، مع درجة حرارة مستقرة على مدار السنة ومستويات منخفضة نسبيا من الأمطار، لدرجة أن المنطقة تسمى «بلد الطقس الصحو» (晴れの国 هاره نوكوني).
منذ الثمانينات، تم ربط الشاطئين الشمالي والجنوبي بثلاثة طرق بما في ذلك سيتو أوهاشي، الذي يسير خط السكك الحديدية وحركة مرور السيارات.

## وصلات خارجية
- موقع «حديقة بحر سيتو الداخلي الوطنية الرسمي»